# Elaphoglossum melanostictum
Elaphoglossum melanostictum är en träjonväxtart som först beskrevs av Bl., och fick sitt nu gällande namn av Moore. Elaphoglossum melanostictum ingår i släktet Elaphoglossum och familjen Dryopteridaceae. Inga underarter finns listade.